# Reflejo de Moro
En neonatología, el reflejo de Moro (también llamado respuesta de sobresalto; reflejo de sobresalto y reflejo de abrazo) es uno de los reflejos infantiles, observado de manera completa en recién nacidos que nacen después de la semana 34 del embarazo y en forma incompleta en los que nacen de un parto prematuro a partir de la semana 28. Esto sugiere que el desarrollo del reflejo de Moro comienza alrededor de la semana 28 de gestación y continúa madurando hasta la semana 34.
Por lo general, su ausencia indica un trastorno profundo en el sistema motor del sistema nervioso, por ejemplo, la ausencia del reflejo de Moro de un solo lado se ve en neonatos con hemiplejía, parálisis del plexo braquial o cuando se fractura de clavícula. La persistencia del reflejo de Moro más allá del 4.o o 5.o mes de edad puede igualmente indicar defectos neurológicos severos. Su descubrimiento, primera descripción y nombre se debe al pediatra austríaco Ernst Moro (1874-1951).

## Características
El reflejo de Moro aparece en recién nacidos de manera involuntaria como respuesta a cuando el bebé siente que se está cayendo de espaldas o en respuesta a un ruido fuerte e inesperado. Se cree que éste es el único miedo o temor en los seres humanos que llega de forma innata. 
Para la maniobra que comprueba el reflejo de Moro, se coloca al bebé boca arriba sobre una superficie acolchada. Sin levantar las extremidades inferiores, se alza la cabeza y el tórax del bebé, sosteniendo sus brazos plegados sobre su propio pecho. Al dejar caer al bebé unos 10 cm hacia atrás sobre la misma mano del examinador que sostiene al bebé, se espera ver una mirada de «sobresalto» y, al mismo tiempo, el recién nacido echará los brazos hacia el aire, con las palmas de sus manos hacia arriba y los pulgares flexionados. El reflejo debe terminar con la retracción de los brazos de vuelta al pecho del bebé.
El estudio del pequeño Albert usó el reflejo de Moro en el clásico experimento de condicionamiento al hacer a un niño tenerle miedo a los peluches blancos.

## Interpretación
El significado principal del reflejo de Moro es en la evaluación integrada del sistema nervioso central (SNC), debido a que el reflejo incluye la participación de cuatro componentes distintos:
1. El reflejo del sobresalto.
2. El movimiento de los brazos en abducción.
3. El movimiento de los brazos en aducción.
4. Por lo general, el llanto.

La falta de algunos de estos componentes —con la excepción del llanto— o una asimetría en los movimientos no es normal, así como lo es la persistencia de estos reflejos en lactantes, niños y adolescentes. Sin embargo, en algunos individuos con parálisis cerebral, no es infrecuente observar un persistente y exacerbado reflejo. Las anormalidades en el reflejo de Moro indican trastornos en el cerebro o en la médula espinal. Algunos síndromes con un reflejo de Moro anormal incluyen la  parálisis de Erb-Duchenne que es la parálisis del plexo braquial superior (raíces cervicales C5-C6 y a veces la C7). Estos cursan con un reflejo de moro asimétrico y son causados por una distocia de hombros. Otros casos como el síndrome de DeMorsier (displasia del nervio óptico) cursan con un reflejo de Moro ausente como parte de complicaciones específicas no relacionadas al hombro y sus nervios. A menudo se observa una ausencia del reflejo de Moro en recién nacidos con el Síndrome de Down y en neonatos con listeriosis perinatal.